# Mîluvannea, Tîsmenîțea
Mîluvannea (în ucraineană Милування) este o comună în raionul Tîsmenîțea, regiunea Ivano-Frankivsk, Ucraina, formată numai din satul de reședință.

## Demografie
Componența lingvistică a comunei Mîluvannea
     Ucraineană (99,65%)
     Alte limbi (0,27%)
Conform recensământului din 2001, majoritatea populației comunei Mîluvannea era vorbitoare de ucraineană (99,65%), existând în minoritate și vorbitori de alte limbi.